# Ballerina (film, 2016)
Pour les articles homonymes, voir Ballerina.
Pour plus de détails, voir Fiche technique et Distribution.
Ballerina est un film d'animation franco-canadien réalisé par Éric Summer et Éric Warin, sorti en 2016. Animé en images de synthèse, le film relate l'histoire d'une jeune orpheline bretonne qui part s'installer à Paris à la fin du XIXe siècle afin d'y devenir danseuse à l'opéra. Plusieurs chansons ponctuent le film. Ballerina suscite des avis contrastés dans la presse ; le film est toutefois un succès important au box office en France et dans le monde.

## Synopsis

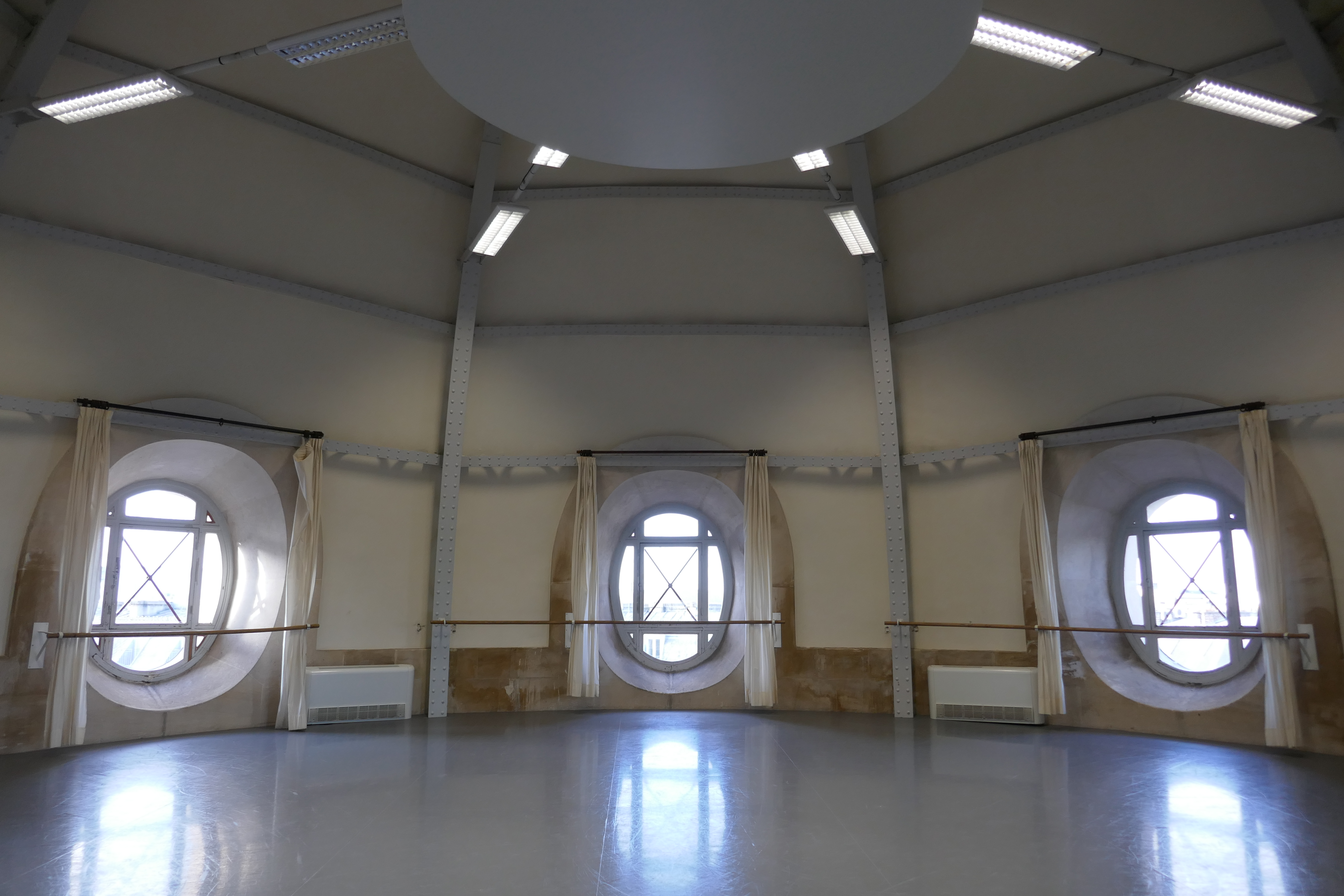
La salle de répétition Zambelli de l'opéra de Paris, reproduite dans le film.

Dans les années 1880, Félicie, onze ans, une pauvre orpheline qui rêve de devenir ballerine, mais sans formation formelle, s'enfuit de son orphelinat de Quimper en Bretagne rurale avec son meilleur ami, Victor, un jeune inventeur.
Ensemble, ils vont à Paris, mais ils se séparent rapidement et Victor devient garçon de bureau dans l'atelier de Gustave Eiffel. Félicie se dirige vers l'Opéra de Paris, où le garde la surprend en infraction. Elle est secourue par une mystérieuse femme de ménage boiteuse, Odette, qui accepte de laisser Félicie rester avec elle jusqu'à ce qu'elle se relève.
Odette lui révèle qu’elle travaille à la fois pour l'Opéra et pour la cruelle et impérieuse Régine Le Haut, riche restauratrice. Tout en l'aidant à nettoyer, Félicie aperçoit la fille de Régine, Camille, en train de travailler sa technique de danse. Quand celle-ci la voit, elle l'insulte et jette par la fenêtre la précieuse boîte à musique de Félicie, la cassant. Alors qu’elle l'emmène chez Victor pour réparation, elle intercepte le facteur qui apporte une lettre de l'Opéra admettant Camille à la célèbre école du Ballet de l'Opéra de Paris en partie à cause des relations de sa mère. Dans sa colère, Félicie cache la lettre et décide de prendre l'identité de Camille pour entrer à l'école et poursuivre son rêve.
Odette accepte d'être le mentor de Félicie, qui apprend plus tard qu'elle était autrefois une ancienne danseuse étoile. Félicie trouve sa formation très difficile, mais avec la lettre d'admission de Camille, elle parvient à prendre sa place à l'école de ballet. Louis Mérante, le chorégraphe exigeant de l'école, annonce qu'une des filles de la classe sera choisie pour danser le rôle de Clara dans Casse-Noisette.
Chaque jour, il renvoie la pire danseuse de la classe, tandis que chaque jour Félicie s'améliore et évite de peu l'élimination. Mais quelques jours avant la sélection finale, son mensonge est découvert. Mérante décide d'admettre Camille dans la classe, tout en laissant aussi Félicie rester, bien que l'infraction de Félicie soit grave, Mérante l'ayant par hasard vue danser passionnément dans un bar qu'elle et Victor visitaient. La veille de l'élimination finale, Félicie néglige de s'entraîner pour sortir avec Rudolphe, dit Rudi, un beau garçon de l'école, ce qui déçoit Odette. Victor les voit aussi et devient jaloux; lui et Félicie se disputent. Le lendemain, elle est en retard à l'audition et incapable de bien jouer; le rôle de Clara revient donc à Camille.
Régine renvoie alors Félicie à son orphelinat, où elle perd son entrain. Elle se rêve bébé dans les bras de sa défunte mère, ballerine qui lui a donné la boîte à musique. Elle décide de retourner à Paris pour aider Odette et s'excuser auprès de Victor.
En nettoyant la scène, elle rencontre Camille et elles s'engagent dans une bataille de danse à laquelle assistent tous les élèves, Odette et Mérante. Félicie fait un grand jeté sur une volée d'escalier, alors que Camille ne le peut. Mérante s'approche des deux filles et leur demande pourquoi elles dansent, ce à quoi Camille avoue danser parce que sa mère l'y oblige, tandis que Félicie parle avec émotion de la danse comme de son héritage et sa passion. Camille admet que Félicie devrait danser Clara.
Près de l'atelier d'Eiffel, où est en cours de construction la statue de la Liberté, Félicie invite Victor à la représentation. Une Régine furieusement dérangée arrive, poursuit Félicie jusqu'à la couronne de la statue et la repousse, mais Victor la sauve avec l'aide de Camille.
Ils arrivent à l'Opéra juste à temps pour que Félicie revête les chaussons d'Odette; Félicie embrasse fraternellement Victor puis elle joue dans Casse-Noisette aux côtés de la ballerine principale.

## Fiche technique
- Titre : Ballerina
- Réalisation : Éric Summer et Eric Warin
- Scénario : Carol Noble, Laurent Zeitoun & Eric Summer
- Musique : Klaus Badelt
- Montage : Yvann Thibaudeau
- Photographie : Jericca Cleland
- Direction artistique :  Florent Masurel[1]
- Character Designer : Jean-Baptiste Monge
- Animation : Theodore Ty
- Production : Laurent Zeitoun, Yann Zenou, Nicolas Duval Adassovsky
- Sociétés de production : BBDA Quad Productions, Caramel Films
- Sociétés de distribution : Gaumont Distribution (France), The Weinstein Company (États-Unis)
- Pays d'origine :  France /  Canada
- Durée : 90 minutes
- Budget : 28 000 000 €[2]
- Genre : animation
- Dates de sortie :
  - France : 14 décembre 2016

## Distribution

### Voix anglaises
- Elle Fanning : Félicie
- Dane DeHaan : Victor (version anglaise)
- Nat Wolff : Victor (version américaine)
- Maddie Ziegler : Camille Le Haut
- Mel Brooks : M. Luteau (version américaine)
- Carly Rae Jepsen : Odette
- Terrence Scammell : Mérante
- Julie Khaner : Régine Le Haut (version anglaise)
- Kate McKinnon : Régine Le Haut (version américaine)
- Antony Hickling : Victor (version anglaise): - (voix témoin)[3]

### Voix françaises
- Camille Cottin : Félicie Le Bras
- Malik Bentalha : Victor Hubert
- Kaycie Chase : Camille Le Haut
- Magali Barney : Odette
- Laurent Maurel : Louis Mérante
- Françoise Cadol : Regine Le Haut
- Pascal Casanova : M.Luteau
- Frédéric Souterelle : Auguste Emmanuel Vaucorbeil
- Émilie Marié : Dora
- Céline Melloul : Rosita (redoublée par Caroline Mozzone sur les diffusions télévisées)
- Philippe Dumond : Janitor
- Lila Lacombe : Nora
- Hervé Rey : Mathurin
- Antoine Schoumsky : Rudolph (redoublé par François Creton sur les diffusions télévisées)
- Cathy Cerda : la Mère Supérieure de l'orphelinat
- Christophe Desmottes : le postier
- Julie Jacovella : la mère
- Philippe Roullier : voix additionnelles

### Voix belges
- Camille Cottin : Félicie Le Bras
- Malik Bentalha : Victor Hubert
- Mélanie Dermont : Camille Le Haut, Dora
- Olivier Cuvellier : Rudolph
- Émilie Guillaume : Mathurin (voix 1)
- Carole Baillien : Mathurin (voix 2)
- Bernadette Mouzon : la Mère Supérieure de l'orphelinat
- Peppino Capotondi : le directeur de l'opéra
- Sophie Landresse : Regine Le Haut
- Martin Spinhayer : Louis Mérante
- Véronique Fyon : Nora
- Frédéric Meaux : le postier
- Alexandra Corréa : La mère, Rosita
- Angélique Leleux : Odette
- Mathieu Moreau : Janitor
- Alessandro Bevilacqua : M.Luteau

### Voix québécoises
- Camille Cottin : Félicie Le Bras
- Malik Bentalha : Victor Hubert
- Gilbert Lachance : Rudolph
- Lawrence Arcouette : Mathurin
- François Sasseville : Louis Mérante, M.Luteau
- Jean-Marie Moncelet : le directeur de l'opéra
- Alain Zouvi : Le postier, Janitor
- Anne Dorval : Regine Le Haut
- Anne Durand : la Mère Supérieure de l'orphelinat, Odette (voix 1)
- Nathalie Coupal : Odette (voix 2), Rosita
- Ariane-Li Simard-Côté : Camille Le Haut (voix 1)
- Sophie Léger : Camille Le Haut (voix 2)
- Julie Burroughs : Dora, Nora
- Johanne Garneau : La Mère

## Conception du film
Les réalisateurs Éric Summer et Eric Warin ont choisi le cadre de la France de la fin du XIXe siècle pour ce film réalisé au Canada.
Étant donné que les producteurs œuvrent là sur leur premier film d'animation, ils créent leur propre studio afin de faciliter les choses. Le studio d'animation L'Atelier voit ainsi le jour à Montréal. Ted Ty, un ancien de Dreamworks et Disney, est recruté pour diriger l'équipe d'animation.
La danseuse étoile Aurélie Dupont, attachée au projet dès le départ, est peu à peu devenue chorégraphe du film, au même titre que le danseur Jérémie Bélingard.

## Accueil

### Accueil critique
En France, Ballerina reçoit un bon accueil dans la presse. Le site Allociné confère au film une moyenne de 3,7 sur 5 calculée sur la base de 17 critiques parues dans la presse française. Dans Le Figaro, Nathalie Simon y voit « un film efficace ». Le quotidien gratuit Direct Matin estime que le film « tire son épingle du jeu » à côté des blockbusters américains.
Parmi les critiques que le film a convaincus, plusieurs apprécient en particulier la qualité des décors : « un décor original » selon Jean Serroy dans Le Dauphiné libéré ; « Les vues de Paris sont très belles, comme les paysages bretons et les décors de l'opéra », indique Catherine Balle dans Le Parisien ; la reconstitution du Paris du XIXe siècle est « minutieuse » pour Virginie Morisson sur le site aVoir-aLire.com, « impressionnante » pour Pierre-Julien Marest dans Télérama. La technique de l'animation, plus généralement, est considérée comme l'un des points forts du film : « un dessin joliment animé » (Le Dauphiné libéré), « de l'animation française ultrasoignée, dans la lignée d’Un monstre à Paris. Mieux, même ! » (Christophe Carrière  dans L'Express), un film « dont la singularité tient à la précision des mouvements » (Ghislaine Tabareau dans Les Fiches du cinéma) et qui « peut rivaliser avec les films Disney par sa facture et son animation » (Caroline Vié dans 20 Minutes), et cela en dépit d'un budget bien plus limité que ceux des grosses productions américaines (30 millions de dollars environ contre couramment plus de 200 millions, selon le site aVoir-aLire.com).
Si la technique du film convainc généralement la presse, le scénario et l'originalité de l'ensemble divisent nettement les critiques. Chez les meilleures critiques, le film parvient à convaincre grâce à ses personnages principaux énergiques, à son rythme et à son humour : « énergique et drôle » (20 Minutes), « très rythmé, truffé de courses-poursuites palpitantes » et pourvu d'une héroïne « attachante » (Le Parisien), « traversé (...) d'un humour moqueur qui le protège de toute mièvrerie » (Laurent Dijan dans Studio Ciné Live), une « jeune héroïne pleine de punch et de grâce, qui danse comme elle respire » (selon Barbara Théate dans Le Journal du dimanche). Cependant, plusieurs autres critiques reprochent au film son caractère très prévisible. La critique du magazine Elle n'a pas vu d'humour moqueur dans le film : « point de second degré à la Shrek ni de double lecture pour les parents, mais plein de magie de Noël à la Princesse Sarah ». La critique du site aVoir-aLire.com juge le scénario « assez prévisible et naïf » et le personnage de la méchante lui semble « parfaitement ridicule ». Dans Télérama, Pierre-Julien Marest estime que c'est sur le plan du scénario que le bât blesse : « le récit de Ballerina, très prévisible, ne parvient guère à émouvoir, encore moins à émerveiller ». Dans La Voix du Nord, Philippe Lagouche évoque des « chansons pur sucre ». Dans Le Monde, Noémie Luciani n'est absolument pas convaincue par les choix visuels et scénaristiques du film, car l'ensemble lui paraît « d'une grande misère esthétique » : « les corps standardisés selon les critères des blockbusters animés américains (tête énorme sur corps gracile) rapprochent plus les scènes musicales du ballet de gourdins que de l’envolée sur les ailes de la danse ».

### Box-office
En France, Ballerina sort le 14 décembre 2016 dans 614 salles. Il est en concurrence avec deux grosses productions américaines des studios Disney : le film d'animation en images de synthèse Vaiana : La Légende du bout du monde (projeté dans 910 salles), sorti deux semaines plus tôt, et le film de science-fiction Rogue One: A Star Wars Story (projeté dans 705 salles) qui sort la même semaine. En première semaine, Ballerina se classe en quatrième position du box-office français avec environ 542 540 entrées, derrière les deux Disney et la comédie dramatique française Demain tout commence dont c'est la deuxième semaine d'exploitation. Le film dépasse le million d'entrées lors de sa deuxième semaine d'exploitation avec un total d'un peu plus de 1 002 800 entrées ; il dépasse le million et demi d'entrées en quatrième semaine avec un total d'un peu plus de 1 554 000 entrées. Au bout de sept semaines, il cumule un peu plus de 1 739 000 entrées.
Dans le reste du monde, Ballerina est également un succès. À la mi-mars 2017, le studio de distribution français Gaumont indique dans un communiqué de presse que le film a engendré des recettes dépassant 65 millions de dollars dans le monde, dont 5,6 millions de dollars en Grande-Bretagne et 3,8 millions en Australie. En termes d'entrées, Ballerina dépasse à ce moment les 12 millions d'entrées cumulées dans le monde (dont 1,1 million de spectateurs en Espagne et en Russie), ce qui fait de lui le second plus gros succès d'un film d'animation français à l'étranger devant Arthur et les Minimoys de Luc Besson (sorti en 2006, le film avait dépassé les 10,3 millions de spectateurs) mais après Le Petit Prince (cette adaptation du conte d'Antoine de Saint-Exupéry, sortie en 2015, avait attiré plus de 18 millions de spectateurs).
Le film sort aux États-Unis (sous le titre Leap!) le 25 août. Au 8 novembre 2017, il y a récolté environ 21,7 millions de dollars américains dans un contexte particulièrement mauvais en termes de fréquentation dans ce pays. C'est le territoire où le film engrange le plus de recettes.

## Bande originale du film
La musique originale du film est composée par Klaus Badelt. Les chansons ont été écrites par Christopher Braide.
Sia Furler interprète également la chanson Suitcase, écrite conjointement avec Christopher Braide.
La version japonaise a un nouveau thème final intitulé "Félicies", chanté par la doubleuse japonaise de Félicie, Tao Tsuchiya.

## Autour du film
- Plusieurs monuments de Paris apparaissent lors du film, comme le palais du Trocadéro et l'opéra Garnier ou encore d'autres en construction comme la tour Eiffel et la statue de la Liberté.
- Le drapeau breton, un Gwenn ha Du, qui apparait dans le bar breton n'existe pas à l'époque, puisqu'il est créé en 1923.
- La version française a donné lieu à 2 autres doublages francophones, l'un en Belgique et l'autre au Québec.